# DeCSS

DeCSS 코드의 일부. 컴퓨터에서 DVD의 복사 방지를 우회하기 위해 사용이 가능하다.

DeCSS는 상업적으로 제작된 DVD 비디오 디스크의 콘텐츠를 해독할 수 있는 최초의 무료 컴퓨터 프로그램 중 하나이다. DeCSS가 출시되기 전에는 자유-오픈 소스 운영체제(BSD, 리눅스 등)가 암호화된 비디오 DVD를 재생할 수 없었다.
DeCSS의 개발은 DVD 복사 방지를 담당하는 조직인 DVD Copy Control Association(CCA), 즉 상업용 DVD 출판사가 사용하는 CSS(콘텐트 스크램블 시스템)의 라이선스 없이 수행되었다. DeCSS의 출시로 인해 노르웨이의 형사 재판이 진행되었고 이후 DeCSS 작성자 중 한 명이 무죄 판결을 받았다. DVD CCA는 소프트웨어 배포를 중단하기 위해 미국에서 수많은 소송을 제기했다.

## 같이 보기
- Qrpff
- Youtube-dl